# 名古屋芸術大学
名古屋芸術大学（なごやげいじゅつだいがく、英語: Nagoya University of Arts）は、愛知県北名古屋市熊之庄古井281に本部を置く日本の私立大学。1970年創立、1970年大学設置。大学の略称は名古屋芸大（なごやげいだい）、NUA（エヌユーエー）、名芸（めいげい）。

## 概要
芸術学部、教育学部の2学部から成る。芸術学部芸術学科は美術領域･デザイン領域･音楽領域･芸術教養領域に分かれている。

## 沿革
- 1970年（昭和45年） - 名古屋芸術大学創立。音楽学部（声楽科、器楽科、音楽教育学科）、美術学部（絵画科、彫刻科、デザイン科）を設置
- 1995年（平成7年） - 名古屋芸術大学大学院美術研究科造形専攻（修士課程）設置
- 1997年（平成9年）
  - 名古屋芸術大学大学院音楽研究科声楽専攻（修士課程）、器楽専攻（修士課程）設置
  - 10月 - イギリスのブライトン大学と姉妹校提携[1]
  - 11月 - 名古屋芸術大学常滑工房を開設[2]
- 2001年（平成13年）
  - 美術学部美術文化学科、音楽学部音楽文化応用学科を新設
  - 名古屋自由学院短期大学が、名古屋芸術大学短期大学部へ名称変更
- 2002年（平成14年） - デザイン学部デザイン学科を設置
- 2003年（平成15年） - アート&デザインセンターを開設
- 2005年（平成17年） - 大学院デザイン研究科デザイン専攻を開設
- 2007年（平成19年） - 名古屋芸術大学人間発達学部 子ども発達学科開設
- 2017年（平成29年）
  - 3月31日をもって常滑工房を閉鎖[2]。
  - 芸術学部芸術学科を新設。既存の音楽学部・美術学部・デザイン学部はそれぞれ音楽領域・美術領域・デザイン領域に改編のうえ、新設の芸術教養領域とともに芸術学科の所属となる
  - テラッセ納屋橋（愛知県名古屋市中区栄に所在する複合施設）の3階に、地域交流センター（ブロックアートの教育拠点）を開設
- 2020年（令和2年） - 3月15日をもって地域交流センターを閉鎖[3]

## 基礎データ

### 所在地
- 東（旧師勝）キャンパス（愛知県北名古屋市熊之庄古井281、北緯35度15分21.6秒 東経136度52分51.8秒）
  - 本部
  - 学部
    - 芸術学部（音楽領域・芸術教養領域）
    - 教育学部

  - 大学院
    - 音楽研究科
    - 人間発達学研究科

- 西（旧西春）キャンパス（愛知県北名古屋市徳重西沼65、北緯35度15分20.3秒 東経136度51分44.1秒）
  - 学部
    - 芸術学部（美術領域・デザイン領域・芸術教養領域）

  - 大学院
    - 美術研究科
    - デザイン研究科

- 常滑工房（愛知県常滑市栄町2丁目53） - 2017年3月31日閉鎖

- 長久手グラウンド（愛知県長久手市雨堤）

## 学部

### 芸術学部
- 芸術学科
  - 音楽領域 
    - プロフェッショナルアーティストコース
    - 声楽コース
    - 鍵盤楽器コース（ピアノ）
    - 鍵盤楽器コース（電子オルガン）
    - 弦管打コース
    - ウインドアカデミーコース
    - ポップス・ロック＆パフォーマンスコース
    - ミュージカルコース
    - ダンスパフォーマンスコース
    - 声優アクティングコース
    - サウンドメディア・コンポジションコース
    - ミュージックエンターテインメント・ディレクションコース
    - 音楽ケアデザインコース
    - 音楽総合コース

  - 舞台芸術領域
    - 舞台美術コース
    - 舞台プロデュースコース
    - 演出空間コース

  - 美術領域
    - 日本画コース
    - 洋画コース
    - 現代アートコース
    - コミュニケーションアートコース
    - 工芸コース
    - 美術総合コース

  - デザイン領域
    - ヴィジュアルデザインコース
    - イラストレーションコース
    - 先端メディア表現コース
    - メディアコミュニケーションデザインコース
    - ライフスタイルデザインコース
    - スペースデザインコース
    - インダストリアル&セラミックデザインコース
    - カーデザインコース
    - メタル&ジュエリーデザインコース
    - テキスタイルデザインコース
    - 文芸・ライティングコース

  - 芸術教養領域
    - リベラルアーツコース
- 教育学部
  - 子ども学科
    - 小学校教育コース
    - 子ども英語コース
    - 子どもICTコース
    - 子ども創作・表現コース
    - 幼児教育・保育コース
    - 子ども支援コース
    - 子ども健康・スポーツコース

## 大学院
- 美術研究科
- デザイン研究科
- 音楽研究科
- 人間発達学研究科

## おもな出身者

### 音楽
- 蓑輪裕之 - ジャズベーシスト、コントラバス奏者
- 栃本浩規 - トランペット奏者、大学教員（東京芸術大学教授）
- 笛田博昭 - 声楽家（テノール）
- 稲垣雅之 - 指揮者
- 遠藤響子 - シンガーソングライター
- 呂布カルマ - ヒップホップMC　JET CITY PEOPLE代表
- 河原龍夫 - ミュージシャン、DJ、タレント（中退）
- 和下田大典 - オペラ歌手

### 美術
- 吉本作次 - 洋画家　大学教員
- 名知聡子 - 画家
- 梅津諭 - 芸術家、イラストレーター
- 佐々木紀政 - 木彫彫刻家
- 坂本和也 - 画家、アーティスト
- 石神則子 - 絵画作家
- 石坂啓 - 漫画家
- 堀越耕平 - 漫画家
- 山﨑あつし - 漫画家
- 山下いくと - 漫画家、アニメーター
- アダム徳永 - イラストレーター、セックスセラピスト
- はせがわゆうじ - イラストレーター

### 文学
- 阿部夏丸 - 児童文学作家

### 芸能
- 政所和行 - ミュージカル俳優
- 松元恵美 - ミュージカル俳優（中退）
- Hillary (ラジオDJ) - 声優